# Siegfried Nagel (Baumeister)
Siegfried H. Nagel (* 1901 in Dresden; † 1979 in Braunschweig) ist ein deutscher Baumeister, der zum Landesbaupfleger für Sachsen und zum stellvertretenden Landesleiter der Bildenden Künste in Sachsen ernannt wurde. Daneben war er auch als Hochschullehrer und Mitherausgeber tätig.

## Leben
Nagel war im Sächsischen Ministerium des Innern in Dresden als Regierungsbaumeister beschäftigt und wurde im Juni 1937 vom Reichsstatthalter Martin Mutschmann zum Landesbaupfleger für Sachsen ernannt. Als solcher sollte er eine „anständige Baugesinnung“ wecken und die landschaftsgebundene Bauweise sowie die allgemeine Baukultur heben. Sein Dienstsitz war das Ministerium des Innern in Dresden. Im Juni 1943 erfolgte seine Berufung zum stellvertretenden Landesleiter der Bildenden Künste in Sachsen. Ab dem
Wintersemester 1938/39 hielt er an der Technischen Hochschule Dresden Vorlesungen zum neueingerichteten Lehrgebiet „Baupflege“.
Nach dem Zweiten Weltkrieg wirkte er in Hannover und Braunschweig und wurde zum Regierungsbaudirektor ernannt. Er war Mitherausgeber der Deutschen Bauzeitschrift.

## Schriften (Auswahl)
- Modernes Bauen im Stadt- und Landschaftsbild. Vortrag auf Tagung zur Jahresschau „Garten und Heim“, Dresden 1937.
- Landschaftsgebundenes Bauen. In: Sachsen 1 (1937) 2, S. 8 f.
- Die Tankstelle in Stadt und Land. In: Sachsen 3 (1939) 1, S. 38 f.
- Die Außenwerbung in Stadt und Land. In: Deutsche Volkskunde. 1939, S. 69 ff.
- (mit Frieder Roskam): Bauten für Sport und Spiel Bertelsmann-Fachverl., Gütersloh 1970.